# Old Pulteney Distillery

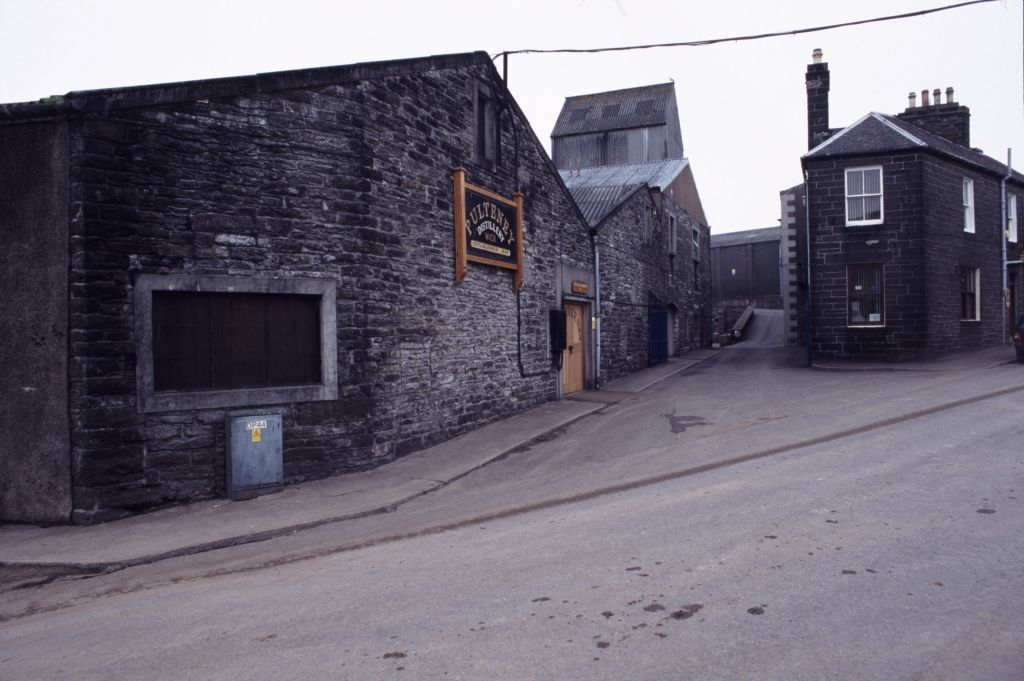
Destilleriet

Old Pulteney Distillery är ett destilleri i norra Skottland, grundat 1826 av James Henderson, i närheten av staden Wick. Det var det nordligaste av destillerierna på det skotska fastlandet fram till 2013 när Wolfburn Distillery i Thurso startade sin verksamhet.